# Апарисио Фернандес, Альваро
Альваро Апарисио Фернандес (исп. Álvaro Aparicio Fernández; 29 сентября 1977, Мадрид, Испания), более известный как просто Альваро (исп. Álvaro) — испанский футболист, игрок в мини-футбол. Защитник испанского клуба «Интер Мовистар» и сборной Испании по мини-футболу.

## Биография
Первые годы своей карьеры Альваро провёл в «Бумеранг Интервью» и «Хересе», однако первые свои трофеи он выиграл с клубом «Каха Сеговия». В 2000 году в его составе испанец стал обладателем Межконтинентального кубка и суперкубка Испании. Но большинство своих трофеев Альваро выиграл в составе мурсийского клуба «Эль-Посо», в который он перешёл в 2003 году. В их числе три титула чемпиона Испании, два кубка и суперкубка. А в 2008 году Альваро дошёл до финала Кубка УЕФА по мини-футболу, где «Эль-Посо» в серии пенальти уступил российскому «ВИЗ-Синаре». Летом 2011 года испанец покинул Мурсию и вернулся в «Интер Мовистар».
В составе сборной Испании по мини-футболу Альваро стал двукратным чемпионом Европы по мини-футболу и серебряным призёром чемпионата мира по мини-футболу 2008 года. В финале мундиаля против сборной Бразилии он отметился забитым голом, позволившим испанцам довести матч до серии пенальти. Альваро реализовал свой шестиметровый удар, но это не помогло Испании выиграть титул.

## Достижения
- Серебряный призёр чемпионата мира по мини-футболу 2008
- Чемпион Европы по мини-футболу (2): 2007, 2010
- Бронзовый призёр чемпионата Европы по мини-футболу 2003
- Обладатель Межконтинентального кубка 2000
- Чемпионат Испании по мини-футболу (3): 2006-07, 2008-09, 2009-10
- Кубок Испании по мини-футболу (2): 2008, 2010
- Суперкубок Испании по мини-футболу (3): 2000, 2006, 2010
- Кубок обладателей кубков по мини-футболу 2003